# Krzywe (powiat mrągowski)
Krzywe (dawniej Kromienice, niem. Krummendorf) – wieś w Polsce położona w województwie warmińsko-mazurskim, w powiecie mrągowskim, w gminie Mrągowo. W latach 1975–1998 miejscowość należała administracyjnie do województwa olsztyńskiego.

## Historia
Wieś ziemiańska z sześcioma służbami konnymi w zbroi istniała już w 1437 r., i nosiła wtedy nazwę Crommeniczcze. Najwyraźniej była to polska nazwa Kromienice, co sugeruje że zasiedlali ją Polacy (najprawdopodobniej pochodzący z Mazowsza). Najpewniej wszyscy posiadacze tych dóbr polegli w czasie wojny trzynastoletniej (1454- 1466), bowiem przez wiele lat obszar Krzywego był opustoszały i niezasiedlony. W 1549 r. starosta szesteński Georg von Rechenberg podjął inicjatywę rekonstrukcji osadnictwa, sprzedając urząd sołecki w Krzywem za 108 grzywien, z 6 latami wolnymi od czynszu i szarwarku, dwóm braciom Pędzińskim (Pedinskim), z obowiązkiem obsadzenia wsi czynszowej, liczącej ogółem 60 łanów. Obszar wiejski znajdował się przy lesie zwanym Krummendorff, poczynając od granic obszaru miejskiego Mrągowa w kierunku Wierzbowa, stąd do granicy wsi Brejdyny, dalej w kierunku wsi Dłużec i stąd do granic obszaru wiejskiego Grabowa. Sołtysom wolno było założyć karczmę, ale tylko wtedy, gdy uda się im zasiedlić cała wieś.
Wieś od 1565 r. należała do rodu von der Groeben. Jej właścicielem był także Otto von der Groeben. Na początku XVII w. wieś trzeba było zasiedlać ponownie. W 1698 r. wieś zamieszkiwał ludność polska. Na początku XVIII, po kolejnych klęskach, wieś zasiedlano kolejny raz (45 łanów). Około 1700 r. właścicielem dóbr szlacheckich Krzywe był Edward Belduhn. W 1739 r. zbudowano szkołę. W 1785 r. było we wsi 31 domów, w 1815 r. były 32 dymy z 220 mieszkańcami. W 1818 r. w szkole uczyło się 28 dzieci, a po polsku nauczał je Krystian Liba. Po separacji gruntów wiejskich nastąpił przyrost liczby gospodarstw. W 1838 r. było tu 25 budynków mieszkalnych, natomiast w 1849 r. było 37 domów, zamieszkałych przez 279 osób. 
W 1838 r. na wybudowaniu powstał folwark Klein Rummendorf, dziś Krzywiec. Około 1900 r. folwark wraz z Krzywem liczył 467,36 ha. 
W 1928 r. Krzywe określano jako "wieś i wybudowanie", z placówką pocztową, łączne miało 405 mieszkańców. W 1935 r. w dwuklasowej szkole uczyło się 61 dzieci. W okresie lat trzydziestych dużą część obszaru wsi wykupiło starostwo w Mrągowie i poddało zalesieniu. Gospodarstwa chłopskie z wykupionego obszaru przeniesiono na dogodnych dla chłopów warunkach do Jędrychowa. W 1939 r. mieszkało w Krzywem 348 osób, a na obszarze wiejskim było 88 gospodarstw domowych, w tym 64 rolnicze, z których 18 miało wielkość w granicach 10-20 ha, 14 w granicach 20-100 ha i jedno ponad 100 ha. 
W 1973 r. do Sołectwa Krzywe należały także osady: Krzesowo i Krzywiec.
Zobacz też: Krzywe, Krzywe Kolano, Krzywe Koło